# 塞利多韦市镇
塞利多韦市级市镇（羅馬化：Sedydivska miska hromada）是乌克兰顿涅茨克州波克羅夫斯克區的一个市镇，行政中心为塞利多韋。市镇面积为150.2平方公里，人口数量为35,403人（2020年）。

## 居民点
该市镇包括两个市（塞利多韋、烏克蘭斯克）、两个镇（維什內韋、楚庫里內）和5个村。